# Orange Warsaw Open
Az Orange Prokom Open minden év július–augusztusában megrendezett tenisztorna volt férfiak számára Varsóban. 
Az ATP International Series tornák közé tartozott, összdíjazása 500 000 dollárt tett ki. A versenyen 32 versenyző vehetett részt.
A mérkőzéseket szabadtéri salakos pályákon játszották, 2001-től 2008-ig. 2007-ig Sopot volt a helyszín, 2008-ban Varsó. 2009-től a torna kikerült az ATP versenynaptárából.

## Győztesek

### Egyéni
| Év   | Győztes             | Ellenfél a döntőben | Eredmény a döntőben |
| ---- | ------------------- | ------------------- | ------------------- |
| 2008 | Nyikolaj Davigyenko | Tommy Robredo       | 6-3, 6-3            |
| 2007 | Tommy Robredo       | José Acasuso        | 7-5, 6-0            |
| 2006 | Nyikolaj Davigyenko | Florian Mayer       | 7-6(5) 5-7 6-4      |
| 2005 | Gaël Monfils        | Florian Mayer       | 7-6(6) 4-6 7-5      |
| 2004 | Rafael Nadal        | José Acasuso        | 6-3 6-4             |
| 2003 | Guillermo Coria     | David Ferrer        | 7-5 6-1             |
| 2002 | José Acasuso        | Franco Squillari    | 2-6 6-1 6-3         |
| 2001 | Tommy Robredo       | Albert Portas       | 1-6 7-5 7-6(2)      |

### Páros
| Év   | Győztesek                              | Ellenfelek a döntőben                | Eredmény a döntőben |
| ---- | -------------------------------------- | ------------------------------------ | ------------------- |
| 2008 | Mariusz Fyrstenberg / Marcin Matkowski | Nyikolaj Davigyenko / Jurij Szcsukin | 6-0, 3-6, 10-4      |
| 2007 | Mariusz Fyrstenberg / Marcin Matkowski | Martín García / Sebastián Prieto     | 6-1, 6-1            |
| 2006 | František Čermák / Leoš Friedl         | Martín García / Sebastián Prieto     | 6-3, 7-5            |
| 2005 | Mariusz Fyrstenberg / Marcin Matkowski | Lucas Arnold Ker / Sebastián Prieto  | 7-6, 6-4            |
| 2004 | František Čermák / Leoš Friedl         | Martín García / Sebastián Prieto     | 2-6, 6-2, 6-3       |
| 2003 | Mariusz Fyrstenberg / Marcin Matkowski | František Čermák / Leoš Friedl       | 6-4, 6-7, 6-3       |
| 2002 | František Čermák / Leoš Friedl         | Jeff Coetzee / Nathan Healey         | 7-5, 7-5            |
| 2001 | Paul Hanley / Nathan Healey            | Irakli Labadze / Sávolt Attila       | 7-6, 6-2            |

## Külső hivatkozások
- Hivatalos oldal